# Sylwia Jaśkowiec
Sylwia Jaśkowiec, poljska smučarska tekačica, * 1. marec 1986, Myślenice, Poljska.
Leta 2015 je na svetovnem smučarskem prvenstvu v nordijskih disciplinah v Falunju skupaj z Justyno Kowalczyk osvojila bronasto kolajno v ekipnem šrintu. Nastopila je na Zimskih olimpijskih igrah 2010 v Vancouvru, Zimskih olimpijskih igrah 2014 v Soči in Zimskih olimpijskih igrah 2018 v Pjongčangu. 